# Ебс
Ебс (на немски: Ebbs) е селище в Северозападна Австрия. Разположен е в окръг Куфщайн на провинция Тирол, на границата с Германия. Надморска височина 475 m. Първите сведения за селището датират от 788 г. Ползва жп гарата на съседния германски град Киферсфелден. Население 5116 жители към 1 април 2009 г.